# Angelo Frigerio
Angelo Frigerio (Varese, 5 marzo 1926 – Vipiteno, 3 ottobre 2020) è stato un bobbista italiano.

## Biografia
Fu tra i fondatori della Polisportiva di Vipiteno, con cui iniziò a praticare il bob su strada negli anni 1950, vincendo alcuni campionati italiani, tra cui quelli del 1957 sulla pista della Plose a Bressanone sia con il bob a due in coppia con Mocellini sia nel bob a quattro con Bogana, Franceschini e Mocellini, stabilendo anche il record del tracciato.
Viene ricordato come vincitore di una medaglia d'argento nella sua disciplina, ottenuta ai campionati mondiali del 1963 (edizione tenutasi a Innsbruck, Austria) insieme ai suoi connazionali Mario Pallua, Luigi De Bettin e Sergio Mocellini. Nell'edizione l'oro andò all'altra nazionale italiana.
Ai Campionati europei di bob 1965 vinse la medaglia di bronzo in coppia con Sergio Mocellini.
Ai Campionati italiani di bob vinse tre medaglie d'argento nel bob a quattro nel 1954, 1955 e 1967.
Fu riserva della Nazionale di bob dell'Italia alle Olimpiadi invernali di Grenoble 1968.
Conclusa l'attività agonistica, fu allenatore nelle scuole di bob della Federazione internazionale di bob (fra i suoi allievi vi fu anche il principe Alberto di Monaco) e giudice nelle competizioni internazionali di bob.
Morì all'età di 94 anni.